# Roland Großer
Roland Großer (* 11. Oktober 1936 in Frankenberg, Sachsen; † 8. April 2016) war Offizier der Nationalen Volksarmee der Deutschen Demokratischen Republik. Zuletzt hatte er den Dienstgrad eines Generalmajors inne.

## Militärische Laufbahn
Als Sohn eines Kunstglasers trat Großer nach seinem Abitur am 12. August 1954 als Berufssoldat in die Bewaffneten Organe der DDR ein und war dort zunächst bis 1957 Offiziersschüler an der Artillerieschule in Dresden. 1957 trat er der SED bei. Von 1959 bis 1961 diente er als Zugführer im Artillerieregiment 5 und blieb anschließend bis 1962 ohne Planstelle. 1963 erfolgte seine Delegierung an eine Militärakademie in der Sowjetunion. Nach seiner Rückkehr in die DDR wurde Großer 1968 Oberoffizier für Raketen und Munition im Kommando des Militärbezirks V, 1971 Stellvertreter des Kommandeurs Raketentechnischer Dienst der 5. Raketenbrigade. Von 1974 bis 1976 besuchte Großer die Militärakademie des Generalstabes der Streitkräfte der UdSSR „K. J. Woroschilow“. Nach seiner Rückkehr in die DDR wurde er 1976 Kommandeur der 5. Raketenbrigade in Demen. Diesen Dienstposten hatte er bis 1980 inne. Im Anschluss war er von 1980 bis 1987 Chef Raketentruppen und Artillerie im Kommando des Militärbezirks V, wo er am 7. Oktober 1983 zum Generalmajor ernannt wurde. Vom 1. Januar 1988 bis 14. September 1990 war er als Nachfolger von Günther Bormann Stellvertreter Chef LaSK und Chef Raketentruppen und Artillerie im Kommando Landstreitkräfte sowie für wenige Wochen vom 15. September bis zum 2. Oktober 1990 Stellvertretender Chef LaSK und Chef des Stabes ebenfalls im Kommando Landstreitkräfte (Nachfolger von Lothar Engelhardt).
Großer war Träger des Vaterländischen Verdienstordens in Bronze sowie diverser anderer Orden und Ehrenzeichen. Großer starb im Alter von 79 Jahren und wurde auf dem Friedhof in Geltow beigesetzt.

## Schrift
- Roland Großer (Hrsg.): Raketentruppen der NVA-Landstreitkräfte – Geheimhaltungsgrad aufgehoben. Projekte-Verlag Cornelius, Lutherstadt Eisleben 2012, ISBN 978-3-86237-858-6.